# Guerlesquin
Guerlesquin (en bretó Gwerliskin) és un municipi francès, situat a la regió de Bretanya, al departament de Finisterre. L'any 2006 tenia 1.434 habitants.

## Demografia
| 1962                                       | 1968  | 1975  | 1982  | 1990  | 1999  |
| ------------------------------------------ | ----- | ----- | ----- | ----- | ----- |
| 1.159                                      | 1.278 | 1.496 | 1.831 | 1.627 | 1.624 |
| Des de 1962: població sense dobles comptes |       |       |       |       |       |

## Administració
| Període | Identitat  | Partit |
| ------- | ---------- | ------ |
| 1989-   | Paul Uguen |        |